# Кук, Уильям Фотергилл
Уильям Фотергилл Кук (англ. William Fothergill Cooke; 4 Мая 1806 — 25 Июня 1879) — британский изобретатель и предприниматель, конструктор телеграфных аппаратов.

## Биография

### Ранние годы
Родился в лондонском пригороде Илинг (графство Мидлсекс) в семье Уильяма Кука, практикующего хирурга, профессора анатомии в Даремском университете (The University of Durham). Получил образование в Эдинбургском Университете (Edinburgh University).
После окончания учёбы в течение пяти лет служил в войсках Британской Ост-Индской компании. В 1833 году вернулся домой и занялся анатомическим моделированием — изготавливал из воска макеты различных частей тела, сначала как наглядные пособия для студентов своего отца, а затем на продажу.
Изучая медицину в континентальной Европе, в марте 1836 года Уильям оказался на лекции профессора Мунка (Georg Wilhelm Muncke) в Гейдельбергском университете. На своих лекциях Мунк экспериментировал с электрическим телеграфным аппаратом, изобретённым незадолго до этого известным российским учёным Павлом Шиллингом. Эти эксперименты настолько поразили Уильяма, что он оставил занятия медициной и решил реализовать изобретение на практике — в железнодорожных системах.

### Первые опыты в телеграфии
Через три недели после вдохновляющего опыта Кук соорудил собственный телеграфный аппарат, который задействовал 6 проводов, 3 сигнальных устройства (которые могли поворачивать флажки в 3 разные стороны) и мог передавать 27 различных сигналов (3х3х3). Затем Кук стал работать над «механическим телеграфом», который мог передавать 60 сигналов.
В апреле 1836 года он вернулся в Англию и стал искать инвесторов для своих предприятий. Он сумел добиться переговоров с правлениями Лондонских и Манчестерских железных дорог, но там запросили простую систему, понятную для служащих. Ко всему прочему, Кук пытался продвигать на рынок «пружины, создающие постоянное движение» — своего рода perpetuum mobile.
В поисках помощи учёного сообщества, в ноябре 1836 года Кук упросил самого Майкла Фарадея посетить мастерскую и поделиться своим мнением о телеграфе. После визита учёного мужа Кук написал подробное письмо своей матери о том, что «сам Король Элетро-Магнетистов» был восхищён его опытами. Фарадей, который обещал заехать на полчаса, провёл в мастерской полтора часа в постоянных опытах и рассказах об электричестве. Великий физик заявил, что конструкция телеграфа сможет принести пользу человечеству, однако с сожалением предупредил, что его советы приведут к новым затратам на оборудование. Таким образом он дал понять Куку, что не собирается участвовать в его предприятии. Что же касается «вечного двигателя», то Фарадей нашел принцип оригинальным, но усомнился в его работоспособности. Из письма становится понятным, что Фарадей поначалу увлёкся телеграфом, но когда услышал про вечный двигатель, тут же сбежал из мастерской. Впоследствии сам Кук старался не упоминать об этой затее.
В феврале 1837 года Кук провёл опыты с передачей данных на дистанцию в одну милю (примерно 1,6 км), но результаты опытов были неутешительными. Кук вновь обратился к Фарадею за консультациями, но в переписке с ним и другими учеными мужами получил совет обратиться к Чарльзу Уитстону. В письмах домочадцам Кук писал о том, что его направили к «профессору химии из Лондонского Университета». Он ошибся с предметом и с университетом, но с компаньоном ему повезло.

### Работа с Чарльзом Уитстоном
В марте 1837 года Кук и Уитстон пришли к соглашению о совместной работе в области телеграфии. Сначала Кук предлагал Уитстону 1/6 часть будущих доходов, но тот захотел половину. Затем пришли к другому варианту: Кук получал 10 % всех доходов совместного предприятия как оплату за менеджмент предприятия, а оставшиеся доходы делились пополам, и Кук самостоятельно вырабатывал условия контрактов на прокладку телеграфных линий.
В мае 1837 года они подали заявку на изобретение пятистрелочного телеграфа. Конструкция представляла собой аппарат, стрелки которого можно было вращать в две стороны и, таким образом, указывать на определённый символ. Для передачи и приема данных требовалось 6 проводов.
Оформление заявки длилось довольно долго и закончено было только 12 июня 1837 года. До 1852 года в Великобритании патенты не публиковались официально, более того, в Англии, Шотландии, Уэльсе и Ирландии были разные процедуры. А желающих оформить все права на электрический телеграф было предостаточно. Уже весной 1837 года это попытался сделать Эдвард Дэви (Edward Davy), который был наслышан об экспериментах Уитстона. В телеграфе Дэви для передачи каждой (!) буквы требовался отдельный провод, но этот факт его не смущал. В Шотландии против телеграфа Уитстона и Кука выступил Уильям Александр (William Alexander), но все же патент был оформлен 12 декабря 1837 года, а в Ирландии он был оформлен 23 апреля 1838 года.
В июне 1838 года Сэмюель Морзе приехал в Англию для того, чтобы запатентовать там свой телеграф. Но он опубликовал чертежи своего аппарата в британском «Механическом Журнале» (Mechanics' Magazine), а по британским законам того времени запрещалось оформлять патент на известную конструкцию. Помимо прочего, против его притязаний выступили и Уитстон, и Дэви. Хоть их интересы противоречили друг другу, но против американца они выступили воедино. Правда, в 1840 году Уитстон и Кук обратились к Морзе с предложением продвинуть их продукт в Америке, и пообещали ему долю в совместном предприятии. Он хоть и был польщен предложением, но не согласился, а затем продвигал телеграф собственной конструкции.
В июле 1839 года пятистрелочный телеграф был установлен на железной дороге между Паддингтоном и Западным Дрейтоном (Paddington and West Drayton). Контракт на установку Уитстон и Кук заключили с главным инженером дороги, Изамбардом Брунелем.
При всех своих достоинствах этот аппарат имел свои недостатки. Администрация железных дорог считала, что для работы этого устройства нужно задействовать слишком много проводов. Поэтому на смену пятистрелочному телеграфу пришли двухстрелочные, затем однострелочные.
В Великобритании телеграф стал очень популярен после того, как с его помощью удалось поймать убийцу, отравившего свою любовницу. После того как Джон Тауэлл (John Tawell) избавился от своей любовницы, он взял билет на поезд в Лондон. Как только полиция обнаружила тело, то немедленно послала телеграмму из Слау (Slough) на станцию Паддингтон (Paddington Station in London). По прибытии в Лондон он был арестован, а детективная история с участием телеграфа прогремела на весь Лондон.
Указательные телеграфы изготавливал Кук ещё в 1836 году, но ему потребовалась помощь Уитстона для передачи сообщений на большие расстояния и синхронизации аппаратов. В январе 1840 года Кук и Уитстон разработали телеграф, который прозвали алфавитным указательным телеграфом (ABC pointer).

### Разрыв с Уитстоном
Его конструкция многократно дорабатывалась, но ещё она привела к раздору среди компаньонов. В том же году Кук и Уитстон прибегли к арбитражному регулированию и пересмотру условий контракта. Урегулирование споров продолжилось до апреля 1841 года, после чего вчерашние компаньоны перестали контактировать друг с другом. У них оставались совместные интересы в телеграфном бизнесе, но каждый стремился заниматься собственными делами. В 1854 году Кук напечатал обличительное сочинение, озаглавленное «Электрический телеграф. Был ли он изобретен профессором Уитстоном?».

### Каменоломни в Уэльсе
Мистер Кук перестал заниматься телеграфией. Вскоре он приобрел несколько патентов на устройства для каменоломен и купил несколько карьеров в Уэльсе. Но в этом бизнесе он потерял даже то, что заработал на телеграфе.